# Alice Lackner

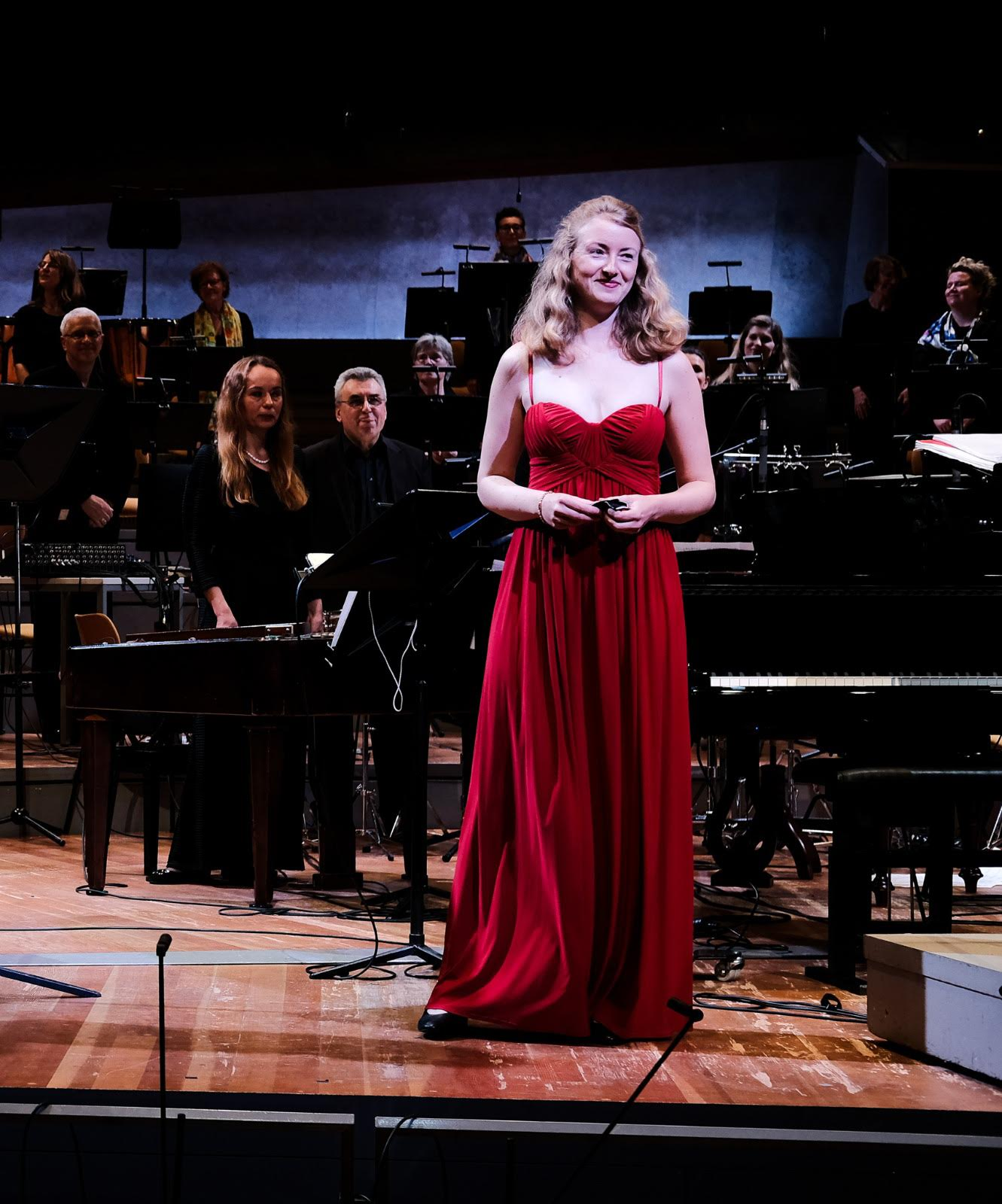
Alice Lackner in der Berliner Philharmonie mit dem Rundfunk-Sinfonieorchester Berlin

Alice Lackner (* 1991 in München) ist eine deutsche Sängerin der Stimmlage Mezzosopran. Ab 2025 soll sie die Künstlerische Leitung des Festivals „Güldener Herbst“ in Thüringen übernehmen.

## Leben
Alice Lackner studierte von 2010 bis 2015 Gesang an der HfMT Köln/Aachen bei Claudia Kunz-Eisenlohr. In dieser Zeit war sie als Stipendiatin am Theater Aachen engagiert und sang dort kleine bis mittelgroße Rollen. Seit 2015 ist sie freiberuflich tätig.
Alice Lackner tritt regelmäßig mit renommierten Orchestern wie dem Rundfunk-Sinfonieorchester Berlin und Wladimir Michailowitsch Jurowski, dem Konzerthausorchester Berlin, dem Gewandhausorchester Leipzig, den Essener Philharmonikern, dem Russischen Staatsorchester Kaliningrad, dem Brandenburgischen Staatsorchester oder dem Sinfonieorchester Aachen auf.
Einen großen Schwerpunkt ihrer Arbeit bildet die Barockmusik: Sie sang u. a. bei den Innsbrucker Festwochen der Alten Musik, im Markgräflichen Opernhaus Bayreuth und bei den Musikfestspielen Potsdam Sanssouci mit Ensemble 1700 und Dorothee Oberlinger, mit der lautten compagney Berlin (Wolfgang Katschner), L’Orfeo, La Banda, Concerto Theresia, oder Stiftsbarock Stuttgart.
Alice Lackner gilt auch als Spezialistin im Bereich der zeitgenössischen Musik, u. a. in der Opern-Uraufführung Dogville von Gordon Kampe am Aalto-Theater Essen oder in einer Ersteinspielung von Liedern des Komponisten Sven Daigger.

## Diskografie
- 2021 Ernsthaft?! mit der Pianistin Imke Lichtwark. Lieder von Zemlinsky, Schönberg und Daigger. Label: Genuin[15]
- 2022 Mattheson: Boris Goudenow. Live-Aufnahme. Concerto Theresia, Andrea Marchiol. Label: cpo[16]
- 2024 Bernasconi: L’Huomo. Live-Aufnahme. Ensemble 1700, Dorothee Oberlinger. Label: Sony[17]

## Weiteres
Alice Lackner arbeitet nebenberuflich als Soziologin am ZOiS Berlin und hat eine Reihe an wissenschaftlichen Artikeln veröffentlicht. Sie studierte Philosophie und Soziologie an der RWTH Aachen, sowie den Masterstudiengang „Sociology – European Societies“ an der FU Berlin. Alice Lackner ist Stipendiatin der Studienstiftung des deutschen Volkes.
Ab 2025 übernimmt sie die Künstlerische Leitung des Festivals „Güldener Herbst“ in Thüringen.